# Skjønsbergskarvet
Skjønsbergskarvet ist ein 15 km langer Gebirgskamm in der Heimefrontfjella des ostantarktischen Königin-Maud-Lands. Er erstreckt sich südwestlich der Sivorgfjella.
Wissenschaftler des Norwegischen Polarinstituts benannten ihn 1967 nach dem norwegischen Rechtsanwalt Tor Skjønsberg (1903–1993), einem Anführer der Widerstandsbewegung gegen die deutsche Okkupation Norwegens im Zweiten Weltkrieg.